# へ
En la escritura japonesa, los caracteres silábicos (o, con más propiedad, moraicos) へ (hiragana) y ヘ (katakana) ocupan el 29º lugar en el sistema moderno de ordenación alfabética gojūon (五十音), entre ふ y ほ; y el sexto en el poema iroha, entre ほ y と. En la tabla a la derecha, que sigue el orden gojūon (por columnas, y de derecha a izquierda), se encuentra en la sexta columna (は行, "columna HA") y la cuarta fila (え段, "fila E").
Cuando es partícula se pronuncia "e".
Tanto へ como ヘ provienen del kanji 部.
Pueden llevar el signo diacrítico dakuten: べ, ベ; así como el handakuten: ぺ, ペ.

## Romanización
Según los sistemas de romanización Hepburn, Kunrei-shiki y Nihon-shiki:
- へ, ヘ se romanizan como "he".
- べ, ベ se romanizan como "be".
- ぺ, ペ se romanizan como "pe".

La partícula へ se pronuncia y generalmente se romaniza e (véase: え).

## Escritura
| Escritura de へ | Escritura de へ |

El carácter へ se escribe con un solo trazo. Es un trazo recto que se divide en un primer tramo ascendente y un segundo tramo descendente y más largo.
El carácter ヘ se escribe con un solo trazo, de forma idéntica al carácter anterior.

## Otras representaciones
- Sistema Braille:

| ●● ●－ ●● |

- Alfabeto fonético: 「平和のヘ」 ("el he de heiwa", donde heiwa significa paz)
- Código Morse: ・

- Datos: Q40714
- Multimedia: へ / Q40714